# Союз ТМА-04М
«Союз ТМА-04М» — российский пассажирский транспортный пилотируемый космический корабль, на котором был осуществлён полёт к Международной космической станции трёх участников экспедиции МКС-31. Это 111-й пилотируемый полёт корабля типа «Союз», начиная с первого полёта в 1967 году. Запуск корабля выполнен 15 мая 2012 года, посадка спускаемого аппарата состоялась 17 сентября 2012 года. Корабль имел другой заводской номер — 705 вместо повреждённого под номером 704.

## Экипаж
Экипаж старта:
- (Роскосмос) Геннадий Падалка (4-й космический полёт) — командир экипажа.
- (Роскосмос) Сергей Ревин (1) — бортинженер.
- (НАСА) Джозеф Акаба (2) — бортинженер.

Дублирующий экипаж:
- (Роскосмос) Олег Новицкий — командир экипажа;
- (НАСА) Кевин Форд — бортинженер;
- (Роскосмос) Евгений Тарелкин — бортинженер.

## История
16 ноября 2011 года из Самары на космодром Байконур железнодорожным составом доставлена ракета-носитель «Союз-ФГ», которая в будущем году должна будет вывести на орбиту пилотируемый космический корабль «Союз ТМА-04М». После осмотра груза состав с ракетой доставлен на площадку 112 космодрома. В тот же день была намечена транспортировка вагонов с блоками ракеты-носителя в монтажно-испытательный корпус площадки 112 для выгрузки и укладки на места хранения.
Запуск пилотируемого «Союза ТМА-04М» отложен до 15 мая 2012 года после того, как на этапе испытаний спускаемого аппарата в барокамере Ракетно-космической корпорации «Энергия» была обнаружена деформация одной из служебных систем спускаемого аппарата.
15 мая 2012 года корабль «Союз ТМА-04М» стартовал к МКС. Стыковка «Союза ТМА-04М» с МКС произошла 17 мая 2012 года в 08:38 мск.
17 сентября 2012 года в 03:09 мск корабль отстыковался от МКС и в 06:52 мск приземлился в казахстанской степи.
На данный момент (с 2014 года) установлен в качестве экспозиции в МГТУ им. Н. Э. Баумана, на первом этаже корпуса «Специальное машиностроение».

## Фотогалерея

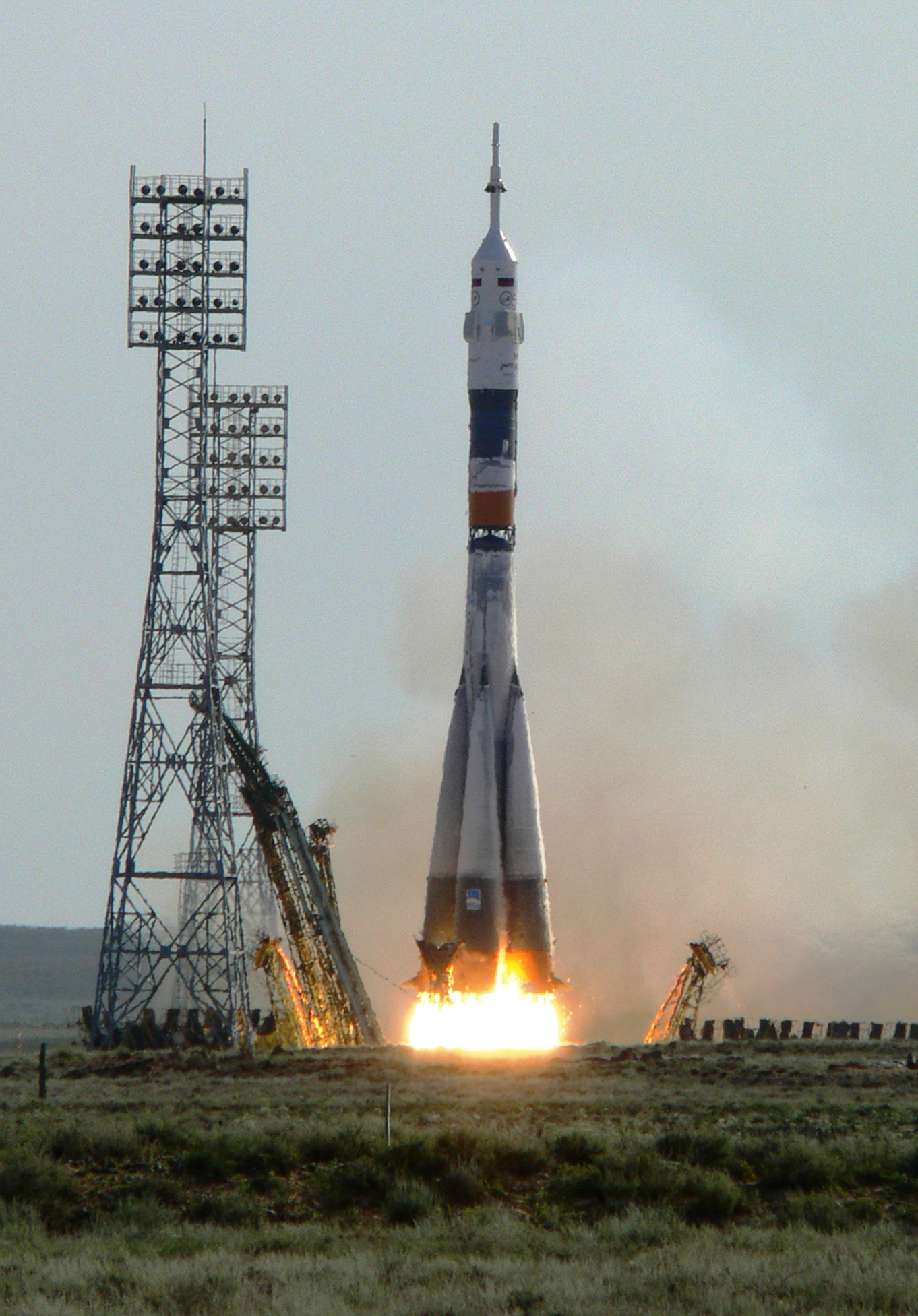
Запуск космического корабля «Союз ТМА-04М»